# 33 Thomas Street

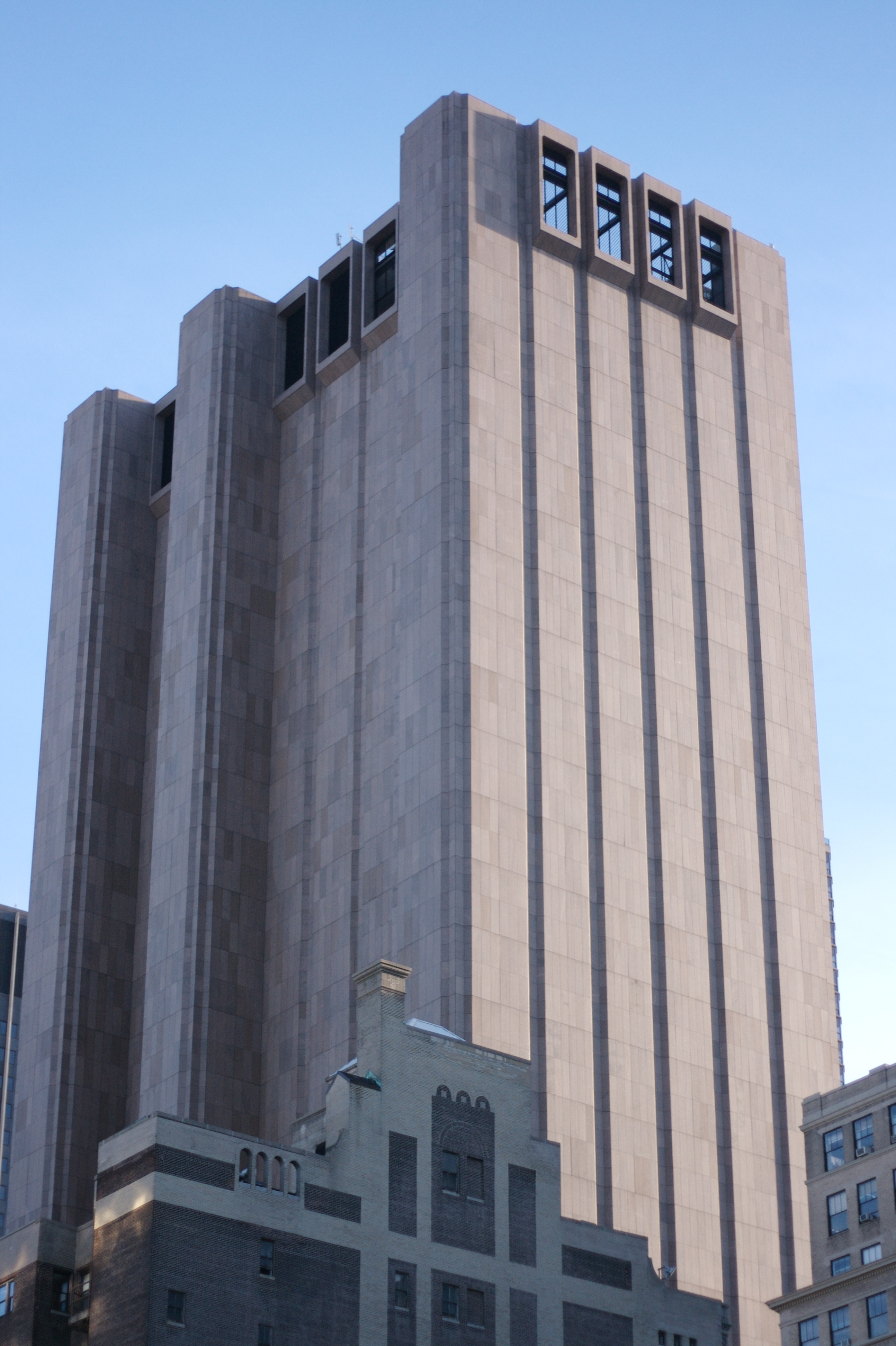
33 Thomas Street, 2007

Het 33 Thomas Street, voorheen bekend als het AT&T Long Lines Building, is een wolkenkrabber in de wijk TriBeCa van de Amerikaanse stad New York. Hij is befaamd om zijn ongewone raamloze ontwerp en is gebouwd van 1969 tot 1974.
Hij staat in de wijk TriBeCa van Lower Manhattan derwijze een van de weinige modernistische bouwwerken in dat kwartier. Het gebouw diende ooit als telefooncentrale.

## Historiek
Het gebouw staat aan Church Street, Thomas Street en Worth Street. De locatie was voorheen de locatie van gietijzeren gebouwen, typerend voor de wijk TriBeCa, waarvan de gevels bewaard zijn gebleven voordat ze werden gesloopt voor de bouw van het 33 Thomas Street.
Het gebouw is 170 meter hoog en maakte deel uit van de afdeling Long Lines van het telecommunicatieconcern AT&T. De afdeling Long Lines werd in 1984 AT&T Communications.
AT&T Communications verplaatste geleidelijk de faciliteiten van hun voormalige AT&T Long Distance-hoofdkantoor 32 Avenue of the Americas, een paar straten verderop, naar het 33 Thomas Street. De verhuizing was compleet in 1999.
Op 17 september 1991 zorgde een storing in de stroomvoorziening en een menselijke fout ervoor dat de centrale van AT&T aan Thomas Street volledig werd uitgeschakeld. Als gevolg werden meer dan vijf miljoen oproepen geblokkeerd en werden ook privélijnen van de Federal Aviation Administration onderbroken, waardoor de luchtverkeersleiding op 398 luchthavens in het noordoosten van de Verenigde Staten werd verstoord.

## Ontwerp

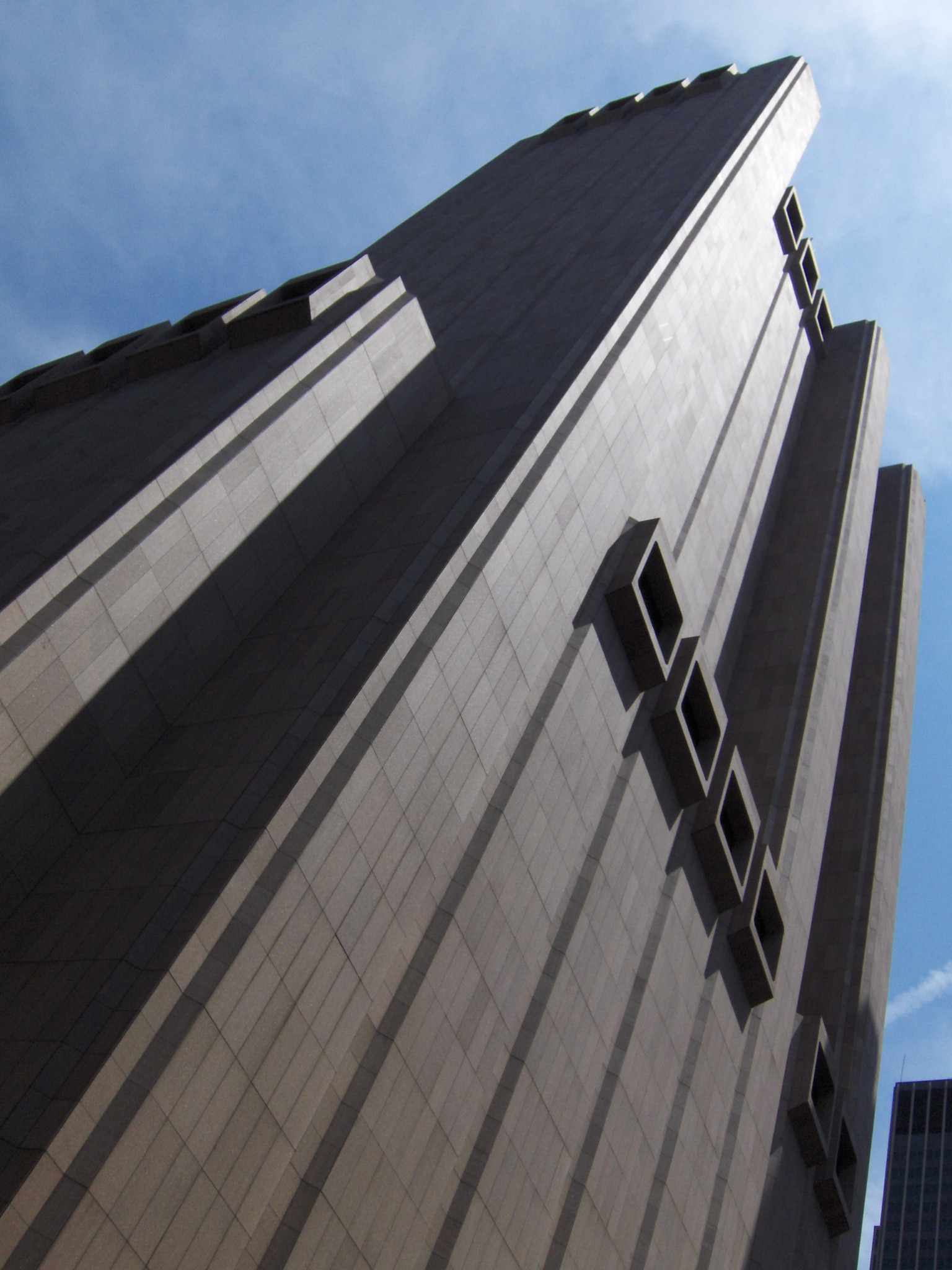
33 Thomas Street aan Worth Street

Het bouwwerk werd ontworpen door architect John Carl Warnecke en werd gebouwd tussen 1969 en 1974. De eigenaar was het telecommunicatieconcern AT&T. Vandaar, omwille van zijn functie als telefooncentrale, dat het gebouw geen ramen heeft behoudens de hoofdingang. The New York Times publiceerde in februari 1989 een artikel waarin sprake was over de "hoogste blanco muur ter wereld". Acteur Tom Hanks in 2017: "Dit is een van de meest beangstigende gebouwen die ik ooit zag. Wat gaat daar om?"
Bevreemdend aan het modernistische gebouw zijn daarom de exclusieve granieten buitenmuren gemaakt van geprefabriceerde betonnen panelen en zes grote uitstulpingen vanaf de rechthoekige basis waar ventilatieschachten, trappen en liften zich bevinden. The New York Times prees het ontwerp van het gebouw eerder in 1982: "Het is een zeldzaam gebouw in zijn soort in Manhattan dat architectonisch logisch is en dat sierlijker in de omgeving opgaat dan enig andere wolkenkrabber in de omgeving."
Bovendien zijn de vloeren van het gebouw buitengewoon sterk. Deze kunnen ruim 1,4 ton per m² dragen. Op de 10e en 29e verdieping bevinden zich een reeks grote ventilatieopeningen. Het gebouw geldt als een van de veiligste van de Verenigde Staten, aangezien het zelfvoorzienend is met zijn gas- en watervoorziening, en kan tot twee weken na een nucleaire explosie beschermd blijven tegen fall-out.

## In populaire cultuur
- Het 33 Thomas Street is waar politie-inspecteur Sal Frieland (Clive Owen) werkt in de Netflix-film Anon.
- Het gebouw speelt een belangrijke rol in een aflevering van The X-Files uit 2018 (aflevering "This").